# Station Ogonów
Station Ogonów is een spoorwegstation in de Poolse plaats Ogonów.